# لوينا
لوينا (بالألمانية: Leuna) هي بلدة ألمانية تقع في ألمانيا في ساكسونيا أنهالت. يقدر عدد سكانها بـ 14,342 نسمة .

## المدن التوأمة
مدينة فيزيلينغ هي مدينة توأمة لـلوينا.